# المنشية (بيت لحم)
المنشية قرية فلسطينية تقع جنوب مدينة بيت لحم وتبعد عنها 7.2 كم، يحدها من الشرق بلدة تقوع ومن الغرب مراح معلا و أم سلمونة ومن الشمال المعصرة ومن الجنوب مراح رباح وترتفع القرية 776 متر عن سطح البحر وبلغ عدد سكانها 433 في عام 2007